# Goljak
Goljak (makedonska: Голјак) är ett berg i Nordmakedonien. Det ligger i kommunen Kičevo, i den västra delen av landet, 80 kilometer sydväst om huvudstaden Skopje. Toppen på Goljak är 1 500 meter över havet.